# Walter Booker
Walter Booker, né le 17 décembre 1933 à Prairie View au Texas et mort le 24 novembre 2006 à Manhattan, New York, est un contrebassiste de jazz américain. Il a accompagné notamment Julian Cannonball Adderley, Nat Adderley et Donald Byrd. 

## Discographie

### Sous son propre nom
- 2000: Bookie's Cookbook (with Leroy Williams, Cecil Payne, Marcus Belgrave, Roni Ben-Hur, Larry Willis)

### avec Cannonball Adderley
- Country Preacher
- The Cannonball Adderley Quintet & Orchestra (Capitol, 1970)
- Love, Sex, and the Zodiac (Fantasy, 1970)
- The Price You Got to Pay to Be Free (Capitol, 1970)
- The Happy People (Capitol, 1970)
- The Black Messiah (Capitol, 1972)
- Inside Straight (OJC, 1973)
- Pyramid (Fantasy, 1974)
- Phenix (Fantasy, 1975)
- Music You All 1976

### avec Nat Adderley
- We Remember Cannon (I+O)
- Soul Zodiac (Capitol Records, 1972)
- Soul of the Bible (Capitol, 1972)
- Double Exposure (Prestige, 1975)
- On the Move (Evidence, 83)
- Blue Autumn (Ev., 1983)
- Mercy Mercy Mercy (Ev.)

### avec Donald Byrd
- Mustang! (Blue Note, 1966)
- Blackjack (Blue Note, 1967)
- Slow Drag (Blue Note, 1967)

### Autres
- Gene Ammons: Brasswind (Prestige, 1974)
- Kenny Barron: Kenny Barron / John Hicks Quartet - Rhymthm-A-Ning (Candid, 1989)
- Stanley Cowell: Departure No. 2 (Steeplechase, 1990)
- Stan Getz: What The World Needs Now - Plays Bacharach and David (Verve, 1967)
- Roy Hargrove: Family (Verve, 1995)
- Andrew Hill: Change (Blue Note, 1966 [2007])
- John Hicks: Inc. 1 (DIW, 1985)
- Milt Jackson: Born Free (Limelight, 1966)
- Clifford Jordan: Repetition (Soul Note, 1984)
- Pete La Roca - Turkish Women at the Bath (1967)
- Charles McPherson: Horizons (Prestige, 1968)
- Hank Mobley - Third Season (1967)
- Lee Morgan: The Procrastinator (Blue Note, 1967)
- Archie Shepp: The Way Ahead (Impulse!, 1968)
- Wayne Shorter: Super Nova (Blue Note, 1969)
- Norris Turney: Big, Sweet 'n Blue - with Larry Willis and Jimmy Cobb (Mapleshade Records, 1993)
- Joe Zawinul: Zawinul (Atlantic, 1970)